# Volda
Volda es un municipio de la provincia de Møre og Romsdal, Noruega. Tiene una población de 9037 habitantes según el censo de 2016 y forma parte del distrito tradicional de Sunnmøre. Volda es también el centro administrativo del municipio. Otras localidades son Dravlaus, Folkestad, Fyrde, Lauvstad y Straumshamn.
Se encuentra a unos 50 km al sur de Ålesund.

## Historia
El 1 de enero de 1838 fue establecido el asentamiento bajo el nombre de Volden como Formannskapsdistrikt. Dentro del territorio estaban incluidas las parroquias de Volden, Ørsta y Dalsfjord. El 1 de agosto de 1883 Ørsta se separó de Volden para formar su propio municipio. Tras este cambio, la población quedó reducida a 3485 habitantes. Un siglo después fue anexionada la aldea de Ytrestølen, habitada por 13 habitantes.
En 1918 la toponimia fue cambiada por Volda. El 1 de julio de 1924 Dalsfjord pasó a ser un municipio aparte hasta que medio siglo después volvió a unirse formando la actual localidad con 7207 habitantes.

### Escudo de armas
El diseño del escudo de armas es reciente. Fue creado el 19 de junio de 1987. En él aparece la punta plateada de una pluma estilográfica sobre un fondo azul en alusión a la historia relevante que tuvo la enseñanza en Volda.

### Etimología
En nórdico antiguo, el municipio recibía el nombre de Vǫld por "Voldsfjorden". El nombre deriva de la palabra "ola".

### Iglesias
| Parroquia (sokn) | Nombre     | Municipio   | Construida en |
| ---------------- | ---------- | ----------- | ------------- |
| Austefjord       | Austefjord | Fyrde       | 1773          |
| Dalsfjord        | Dalsfjord  | Dravlaus    | 1910          |
| Kilsfjord        | Kilsfjord  | Straumshamn | 1974          |
| Volda            | Volda      | Volda       | 1932          |

## Geografía

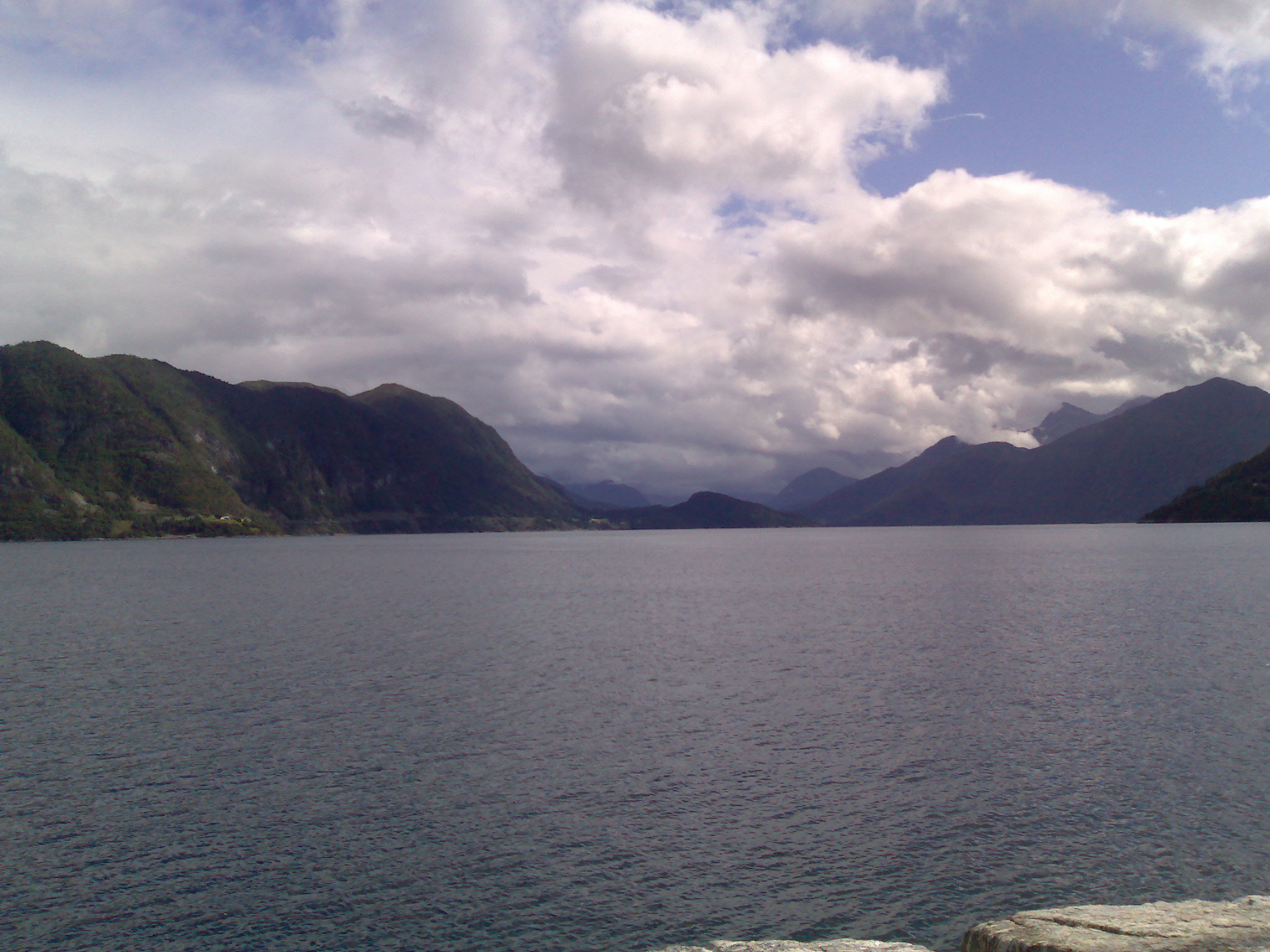
Voldsfjorden

Las principales características de Volda son sus fiordos que limitan con Austerfjorden, Kilsfjorden y Dalsfjorden. Su relieve es montañoso, en especial en el sureste donde se encuentra la cordillera Sunnmørsalpene siendo la montaña Eidskyrja la más alta de la región con 1482 metros.
Volda limita al oeste y suroeste con Vanvylven, Herøy y Ulstein (por el litoral) al oeste y Ørsta por el norte y este. Dirección al sur se encuentran los municipios adyacentes de Hornindal y Eid.

## Demografía
Evolución demográfica (desde 1900)
| 1900      | 4556 |
| 1-12-1920 | 5690 |
| 1-12-1930 | 5686 |
| 3-12-1946 | 6149 |
| 1-1-1951  | 6430 |
| 1-1-1961  | 7013 |
| 1-1-1971  | 7283 |
| 1-1-1981  | 7975 |
| 1-1-1991  | 8011 |
| 1-1-2001  | 8322 |
| 1-1-2010  | 8573 |